# نخست‌وزیر اتحاد جماهیر شوروی
نخست‌وزیر اتحاد جماهیر شوروی سوسیالیستی رئیس حکومت اتحاد جماهیر شوروی سوسیالیستی بود. این منصب از ۱۹۲۳ تا ۱۹۴۶ رئیس شورای کمیسارهای خلق، از ۱۹۴۶ تا ۱۹۹۱ رئیس شورای وزیران، از ژانویه تا اوت ۱۹۹۱ نخست‌وزیر و از اوت تا دسامبر ۱۹۹۱ با عنوان رئیس کمیته مدیریت عملیاتی اقتصاد شوروی شناخته‌می‌شد.
در طول موجودیت شوروی، دوازده نفر توانستند به این سمت دست‌یابند. ولادیمیر لنین و ژوزف استالین در دوران خدمت و به دلایل طبیعی درگذشتند. سه تن به نام‌های آلکسی کاسیگین، نیکولای تیخونوف و ایوان سیلایف استعفا کردند. گفتنی‌است لنین، استالین و نیکیتا خروشچف تنها کسانی بودند که به‌طور همزمان ریاست حزب و حکومت را بر عهده داشتند. کاسیگین با ۱۶ سال طولانی‌ترین و سیلایف با ۱۱۹ روز کمترین مدت ریاست بر حکومت را داشت.

## پیشینه
نخستین دولت ولادیمیر لنین در ۶ ژوئیه ۱۹۲۳ توسط کمیته اجرایی مرکزی ایجاد و او به‌عنوان نخستین رئیس آن انتخاب شد. دولت این اختیار را داشت که احکام و قوانینی را که در سرتاسر اتحاد جماهیر شوروی سوسیالیستی التزام داشت، اتخاذ و وضع کند. پس از برکناری نیکیتا خروشچف در ۱۹۶۴، آلکسی کاسیگین به‌عنوان رئیس دولت برگزیده شد. با این همه، اعتبار کاسیگین زمانی که او اصلاحات اقتصادی ۱۹۶۵ را پیشنهاد کرد، تضعیف گشت. پس از برگزیدگی والنتین پاولوف به نخست‌وزیری، شورای وزیران لغو و کابینه وزیران جایگزین آن گشت. پس از کودتای اوت ۱۹۹۱، اکثریت اعضای کابینه کودتا را تأیید کردند و منجر به انحلال کابینه وزیران و جایگزینی آن توسط کمیته مدیریت عملیاتی اقتصاد شوروی در ۱۹۹۱ شد. دولت جمهوری فدراتیو سوسیالیستی روسیه شوروی پس از کودتا شروع به تصرف وزارتخانه‌های شوروی کرد و تا دسامبر ۱۹۹۱، دولت شوروی سلطه خود را کاملاً از دست داد و به‌طور کامل تعطیل شد.
بر اساس قانون اساسی ۱۹۷۷ اتحاد جماهیر شوروی، رئیس دولت، رهبر عالی‌ترین ارگان اجرایی و اداری کشور بود. رئیس دولت توسط شورای عالی و پرزیدیوم آن منصوب می‌شد و در برابر آن پاسخگو بود. رئیس دولت موظف بود کلیه وظایف اداری و دولتی حوزه قضایی اتحاد جماهیر شوروی را تا حدی که به‌عهده شورای عالی و پرزیدیوم آن نبوده حل و فصل کند. رئیس دولت اقتصاد ملی را مدیریت، برنامه‌های پنج‌ساله را تدوین و توسعه فرهنگی–اجتماعی را تضمین می‌کرد. این منصب تا زمان تأسیس دفتر رئیس‌جمهوری اتحاد جماهیر شوروی در ۱۹۹۰، تأثیرگذارترین نهاد دولتی بود.

## دارندگان منصب

### فهرست نخست‌وزیران اتحاد شوروی
| ردیف | نام (تولد — مرگ)            | نام (تولد — مرگ) | دوره حکومت                       | انتخاب                 | کابینه‌ها                 | مدت زمان حکومت   |
| ---- | --------------------------- | --- | -------------------------------- | ---------------------- | ------------------------ | ---------------- |
| ۱    | ولادیمیر لنین (۱۸۷۰–۱۹۲۴)   | | ۶ ژوئیه ۱۹۲۳ – ۲۱ ژانویه ۱۹۲۴ †  | —                      | کابینه اول و دوم لنین    | ۲۲۸ روز          |
| ۱    | ولادیمیر لنین (۱۸۷۰–۱۹۲۴)   | از او به‌عنوان نخستین نخست‌وزیر و رئیس حکومت شوروی یاد می‌شود؛ او حزب کمونیست اتحاد شوروی را در جریان انقلاب روسیه—انقلاب فوریه و انقلاب اکتبر—رهبری کرد و جمهوری شوروی فدراتیو سوسیالیستی روسیه، نخستین دولت سوسیالیستی جهان را در ۱۹۲۲ تأسیس نمود.                                                                                            |                                  |                        |                          |                  |
| ۲    | آلکسی رایکوف (۱۸۸۱–۱۹۳۸)    | | ۲ فوریه ۱۹۲۴ – ۱۹ دسامبر ۱۹۳۰    | ۱۹۲۴، ۱۹۲۵، ۱۹۲۷، ۱۹۲۹ | کابینه اول رایکوف        | ۶ سال و ۳۲۰ روز  |
| ۲    | آلکسی رایکوف (۱۸۸۱–۱۹۳۸)    | او از اعضای جناح میانه‌روی حزب کمونیست اتحاد شوروی بود. او و دیگر میانه‌روها در ۱۹۳۰ مجبور به اعتراف به اشتباه خود در حزب شدند و او نخست‌وزیری را از دست داد. |                                  |                        |                          |                  |
| ۳    | ویاچسلاو مولوتف (۱۸۹۰–۱۹۸۶) | | ۱۹ دسامبر ۱۹۳۰ – ۶ مه ۱۹۴۱       | ۱۹۳۱، ۱۹۳۵، ۱۹۳۶، ۱۹۳۷ | دولت اول مولوتف          | ۱۰ سال و ۱۳۸ روز |
| ۳    | ویاچسلاو مولوتف (۱۸۹۰–۱۹۸۶) | او بر تجمیع کشاورزی استالین، برنامه پنج‌ساله اول صنعتی‌سازی شوروی و پاکسازی بزرگ ۱۹۳۷–۱۹۳۸ نظارت داشت. با وجود هزینه‌های انسانی، شوروی در دوره رهبری مولوتف در زمینه کسب فناوری‌ها پیشرفت زیادی کرد. |                                  |                        |                          |                  |
| ۴    | ژوزف استالین (۱۸۷۸–۱۹۵۳)    | | ۶ مه ۱۹۴۱ – ۱۵ مارس ۱۹۵۳ †       | ۱۹۴۶، ۱۹۵۰             | دولت اول و دوم استالین   | ۱۱ سال و ۳۰۳ روز |
| ۴    | ژوزف استالین (۱۸۷۸–۱۹۵۳)    | او شوروی را در جبهه شرقی—جنگ جهانی دوم—هدایت کرد و دوره نوسازی کشور را شروع کرد. او دفتر کمیسارهای خلق را به شورای وزیران تعییر نام داد. پس از جنگ، استالین دولت‌های کمونیستی را در بیشتر اروپای شرقی برپا کرد و بلوک شرق را تشکیل داد. او «پرده آهنین» حکومت شوروی را شکل بخشید که دوره طولانی تضاد بین جهان شرق و غرب معروف به جنگ سرد بود. |                                  |                        |                          |                  |
| ۵    | گئورگی مالنکوف (۱۹۰۱–۱۹۸۸)  | | ۶ مارس ۱۹۵۳ – ۸ فوریه ۱۹۵۵       | ۱۹۵۴                   | دولت اول و دوم مالنکوف   | ۱ سال و ۳۳۹ روز  |
| ۵    | گئورگی مالنکوف (۱۹۰۱–۱۹۸۸)  | او پس از مرگ استالین قدرت را به دست گرفت اما در جنگ قدرت علیه خروشچف شکست خورد. او تا زمانی که خروشچف روند استالین‌زدایی را آغاز کرد به ریاست بر حکومت ادامه داد. بعدها خروشچف او را برکنار و بولگانین را جایگزین کرد. |                                  |                        |                          |                  |
| ۶    | نیکلای بولگانین (۱۸۹۵–۱۹۷۵) | | ۸ فوریه ۱۹۵۵ – ۲۷ مارس ۱۹۵۸      | ۱۹۵۸                   | دولت اول بولگانین        | ۳ سال و ۴۷ روز   |
| ۶    | نیکلای بولگانین (۱۸۹۵–۱۹۷۵) | او بر دوره استالین‌زدایی نظارت داشت. او در حالی که در ابتدا از حامیان قوی خروشچف بود، به برخی از سیاست‌های رادیکال تر او شک کرد و به دلیل متهم‌شدن به عضویت در گروه ضد حزب، سرانجام توسط خود خروشچف جایگزین شد. |                                  |                        |                          |                  |
| ۷    | نیکیتا خروشچف (۱۸۹۴–۱۹۷۱)   | | ۲۷ مارس ۱۹۵۸ – ۱۵ اکتبر ۱۹۶۴     | ۱۹۶۲                   | دولت اول و دوم خروشچف    | ۶ سال و ۲۰۲ روز  |
| ۷    | نیکیتا خروشچف (۱۸۹۴–۱۹۷۱)   | او کشور را در زمان بحران موشکی کوبا رهبری کرد. بر اصلاحات و نوآوری‌های سیاستی متعددی مانند اصلاحات پولی ۱۹۶۱ نظارت داشت. رفتار فزاینده ناهنجار او منجر به برکناری‌اش توسط نامگذاران از سمت‌های نخست‌وزیری و دبیر اول حزب کمونیست شد. |                                  |                        |                          |                  |
| ۸    | آلکسی کاسیگین (۱۹۰۴–۱۹۸۰)   | | ۱۵ اکتبر ۱۹۶۴ – ۲۳ اکتبر ۱۹۸۰    | ۱۹۶۶، ۱۹۷۰، ۱۹۷۴، ۱۹۷۹ | دولت اول تا پنجم کاسیگین | ۱۶ سال و ۸ روز   |
| ۸    | آلکسی کاسیگین (۱۹۰۴–۱۹۸۰)   | او یکی از سه عضو اصلی رهبری جمعی با برژنف و پودگورنی بود. او در طول دورانی به نام دوران رکود حکومت کرد. کاسیگین سه اصلاحات اقتصادی در مقیاس بزرگ ۱۹۶۵، ۱۹۷۳، ۱۹۷۴ و رفرم ۱۹۷۹ را تحت رهبری خود آغاز کرد. او در اکتبر ۱۹۸۰ از سمت خود بازنشسته و دو ماه بعد درگذشت.                                                                           |                                  |                        |                          |                  |
| ۹    | نیکولای تیخونوف (۱۹۰۵–۱۹۹۷) | | ۲۳ اکتبر ۱۹۸۰ – ۲۷ سپتامبر ۱۹۸۵  | ۱۹۸۴                   | دولت اول و دوم تیخونوف   | ۴ سال و ۳۳۹ روز  |
| ۹    | نیکولای تیخونوف (۱۹۰۵–۱۹۹۷) | پس از کاسیگین، تیخونوف نخست‌وزیر جدید شد. او درسال‌های آخر برژنف، قوانین آندروپوف و چرنینکو و در آغاز تصدی گورباچف رئیس حکومت شوروی بود. |                                  |                        |                          |                  |
| ۱۰   | نیکولای ریژکوف (۱۹۲۹–۲۰۲۴)  | | ۲۷ سپتامبر ۱۹۸۵ – ۱۴ ژانویه ۱۹۹۱ | ۱۹۸۹                   | دولت اول و دوم ریژکوف    | ۵ سال و ۱۰۹ روز  |
| ۱۰   | نیکولای ریژکوف (۱۹۲۹–۲۰۲۴)  | ریژکوف از تلاش گورباچف برای احیای و بازسازی اقتصاد شوروی از طریق برنامه‌ریزی غیر متمرکز و معرفی فناوری جدید حمایت کرد. با این همه، او در برابر تلاش‌های بعدی گورباچف برای معرفی مکانیسم‌های بازار به اقتصاد شوروی مقاومت کرد. وی با انحلال ریاست شورای وزیران مجبور به استعفا شد.                                                               |                                  |                        |                          |                  |
| ۱۱   | والنتین پاولوف (۱۹۳۷–۲۰۰۳)  | | ۱۴ ژانویه ۱۹۹۱ – ۲۸ اوت ۱۹۹۱     | —                      | دولت اول پاولوف          | ۲۲۶ روز          |
| ۱۱   | والنتین پاولوف (۱۹۳۷–۲۰۰۳)  | پاولوف به‌عنوان یک کاندیدای سازشی به نخست‌وزیری انتخاب شد. او اصلاحات پولی بسیار ناموفقی را انجام داد که با شکست مواجه شد و او را به عضویت در کمیته دولتی وضعیت اضطراری سوق داد. کمیته دولتی تلاش کرد تا گورباچف را در ۱۹ اوت برکنار کند. با فروپاشی کودتا، پاولوف در ۲۹ اوت دستگیر شد                                                         |                                  |                        |                          |                  |
| ۱۲   | ایوان سیلایف (۱۹۳۰–۲۰۲۳)    | | ۲۸ اوت ۱۹۹۱ – ۲۵ دسامبر ۱۹۹۱     | —                      | دولت اول سیلایف          | ۱۱۹ روز          |
| ۱۲   | ایوان سیلایف (۱۹۳۰–۲۰۲۳)    | پس از کودتای اوت ۱۹۹۱، دولت شوروی اعمال قدرت خود را بر جمهوری‌ها از دست داد. سیلایف به همراه گورباچف نتوانست دولت‌های شوروی را در کنار هم نگه دارد که در نهایت منجر به نابودی آن شد. |                                  |                        |                          |                  |